# Rhyacophila niwae
Rhyacophila niwae là một loài Trichoptera trong họ Rhyacophilidae. Chúng phân bố ở miền Cổ bắc.